# 趙丙榮
赵丙荣，陝西省西安府咸寧縣（今咸阳市）人。清朝官员。同进士出身。
光緒六年（1880年）庚辰科三甲进士；同年五月，著交吏部掣签，分发各省以知县即用。光绪十五年（1889年）任福建邵武府建宁县知县。